# Chrysotaenia
Chrysotaenia là một chi bướm đêm thuộc họ Geometridae.

## Các loài
- Chrysotaenia ablataria
- Chrysotaenia albicata
- Chrysotaenia ardeata
- Chrysotaenia argyrodines
- Chrysotaenia cinerea
- Chrysotaenia cohibita
- Chrysotaenia fosteri
- Chrysotaenia intercursa
- Chrysotaenia manogramma
- Chrysotaenia monops
- Chrysotaenia oxygramma
- Chrysotaenia protrusilinea
- Chrysotaenia psycteria
- Chrysotaenia quadripunctata
- Chrysotaenia rectilineata
- Chrysotaenia turpis